# Resolutie 386 Veiligheidsraad Verenigde Naties
Resolutie 386 van de Veiligheidsraad van de Verenigde Naties werd unaniem aangenomen op 17 maart 1976. In deze resolutie werden de VN-lidstaten gevraagd om economische steun te geven voor Mozambique.

## Achtergrond
Nadat een blanke minderheid in Zuid-Rhodesië het land illegaal onafhankelijk had verklaard, legden de Verenigde Naties het voornoemde land sancties op. Buurland Mozambique besloot deze sancties in de praktijk te brengen, al betekende dit een economische tegenslag voor Mozambique zelf.

## Inhoud
De Veiligheidsraad:
- Neemt akte van de verklaring van de president van Mozambique.
- Heeft de verklaring van de Mozambikaanse Minister van Buitenlandse Zaken gehoord.
- Is erg bezorgd over de agressie van het illegale minderheidsregime in Zuid-Rhodesië tegen de veiligheid en territoriale integriteit van Mozambique.
- Herbevestigt het recht van het Zuid-Rhodesische volk op zelfbeschikking en onafhankelijkheid en de wettigheid van hun strijd hiervoor.
- Herinnert aan resolutie 253 uit 1968 die Zuid-Rhodesië sancties oplegde.
- Herinnert verder aan de resoluties 277 en 318.
- Waardeert het feit dat Mozambique hieraan gevolg geeft door alle handels- en communicatiebanden met Zuid-Rhodesië te verbreken.
- Overweegt dat die beslissing een belangrijke bijdrage levert om de doelstellingen van de VN te bereiken.
- Erkent dat de actie overeenstemt met resolutie 253.
- Denkt aan de voorwaarden in de artikelen °49 en °50 van het Handvest van de Verenigde Naties.

1. Heeft eerbied voor de beslissing van Mozambique om de banden met Zuid-Rhodesië te verbreken.
2. Veroordeelt de Zuid-Rhodesische agressie tegen Mozambique.
3. Neemt akte van de door de uitvoering van resolutie 253 ontstane economische noden.
4. Doet een oproep aan alle landen om Mozambique financieel, technisch en materieel bij te staan.
5. Vraagt de VN en de betrokken organisaties en programma's Mozambique economisch bij te staan.
6. Vraagt de secretaris-generaal Kurt Waldheim om samen met de VN-organisaties de financiële, technische en materiële steun te verlenen waarmee Mozambique de economische moeilijkheden ten gevolge van de uitvoering van de sancties te boven kan komen.

## Verwante resoluties
- Resolutie 329 Veiligheidsraad Verenigde Naties
- Resolutie 333 Veiligheidsraad Verenigde Naties
- Resolutie 388 Veiligheidsraad Verenigde Naties
- Resolutie 403 Veiligheidsraad Verenigde Naties

Lijst ·  385 ·  386 ·  387 ·  388 ·  389 ·  390 ·  391 ·  392 ·  393 ·  394 ·  395 ·  396 ·  397 ·  398 ·  399 ·  400 ·  401 ·  402